# Salim Langde Pe Mat Ro
Salim Langde Pe Mat Ro (Hindi सलीम लंगड़े पे मत रो Salīm laṅgṛe pe mat ro; übersetzt: „Weine nicht um Salim, den Lahmen“) ist ein indisches Sozialdrama von Saeed Akhtar Mirza aus dem Jahr 1989.

## Handlung
Salim, ein junger Mann mit einem lahmen Bein, lebt mit seinen Eltern und seiner jüngeren Schwester Anees in einem Wohngebiet von Muslimen in Bombay. Sein älterer Bruder Javed, das einzige der Geschwister mit einer Schulausbildung, ist bei einem Unfall ums Leben gekommen. Sein Vater ist Textilarbeiter auf der Suche nach einer Arbeitsstelle, er hatte nach dem Textilarbeiterstreik in Bombay 1982 keine Arbeit mehr bekommen. Die Mutter verdient etwas Geld durch Näharbeiten für die Nachbarschaft hinzu.
Salim lebt das Leben eines Kleinkriminellen, der sich mit seinen Freunden Peera und Abdul durch Schutzgelderpressung sein Geld verdient und daneben kleine Diebstähle begeht. Zu seiner Welt gehören Schmuggler, Hehler, Ganoven und korrupte Polizisten. Zur Zerstreuung geht Salim ins Bordell und trifft sich dort mit seiner Geliebten Mumtaz, einer Prostituierten. Gelegentlich gibt es Auseinandersetzungen mit der rivalisierenden Bande von Rajan aus der Nachbarschaft.
Nachdem seine Mutter den gebildeten Aslam als Bräutigam für Anees vorschlägt, besucht ihn Salim. Seine anfängliche Enttäuschung darüber, dass Aslam trotz seiner Bildung nur ein geringes Einkommen hat, verschwindet, weil Aslam sich als engster Freund des verstorbenen Bruders Salims entpuppt. Aslam öffnet Salim die Augen in Bezug auf die erbärmlichen Lebensumstände der Muslime, die teilweise durch vorgeblich religiös bedingte Traditionen selbst verursacht sind, aber auch aufgrund der ablehnenden Haltung der Hindu-Mehrheitsgesellschaft bestehen.
Mit finanzieller Unterstützung durch die einflussreichen Kriminellen Ibrahim Malbari, Nathu Seth und Lala stattet Salim die Verlobungsfeier von Anees und Aslam aus. Beim ausgelassenen Tanzen auf der Feier wird er von seinem Erzwidersacher Rajan erstochen.

## Sonstiges
Der Film ist dem Anfang 1989 ermordeten kommunistischen Theateraktivisten Safdar Hashmi gewidmet. Er wurde in Bombays Stadtvierteln Dongri, Do Tanki, Nagpada und Bachoo-Ki-Wadi gedreht. Die Filmlieder mit den Texten von Kaifi Azmi sang Kavita Krishnamurthy.

## Kritik
Trotz der technischen Ausgefeiltheit des Films und der quasi-dokumentarischen Präsentation des verlorenen Helden macht der Realismus der Straße den Film zu einer voyeuristischen Erfahrung, die es dem Zuschauer erlaubt, die Unglücklichen in ihrer Stadt zu bemitleiden.

## Auszeichnungen
- 37. National Film Awards 1990[3]
  - beste Kamera für Virendra Saini
  - bester Film in Hindi für NFDC und Saeed Akhtar Mirza
- Bengal Film Journalist’s Association Award 1990
  - beste Kamera für Virendra Saini